# Virendranath Chattopadhyaya

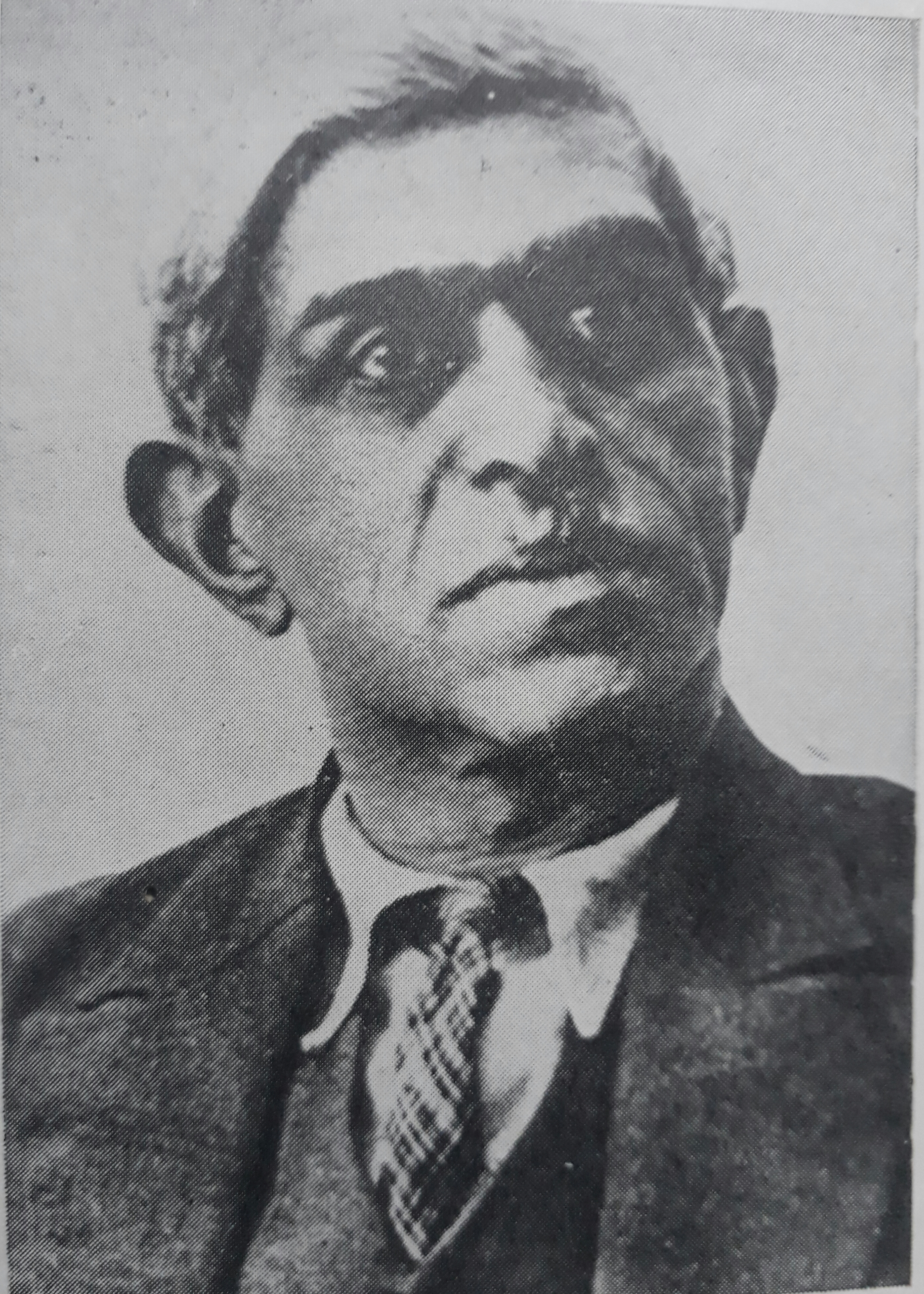
Virendranath Chattopadhyaya

Virendranath Chattopadhyaya (bengalisch বীরেন্দ্রনাথ চট্টোপাধ্যায় Bīrendranāth Caṭṭopādhyāẏ; * 31. Oktober 1880 in Hyderabad; † 2. September 1937 in Moskau) war ein indischer Journalist, der die gewaltsame Beseitigung der kolonialen Herrschaft in Britisch-Indien unterstützte.

## Leben
Seine Herkunft aus einer wohlhabenden indischen Familie ermöglichte „Chatto“, wie er von Freunden genannt wurde, in den Jahren von 1911 bis 1914 ein Studium in London. Da anti-britisches Aufbegehren der Inder mit Beginn des Ersten Weltkriegs vom Deutschen Kaiserreich unterstützt wurde, zog Chattopadhyaya, der sich zum Anarchisten entwickelt hatte, nach Berlin. Das Indische Unabhängigkeitskomitee hatte seinen Sitz nach Kriegsbeginn von Kalifornien nach Berlin verlegt und neben Har Dayal gehörte Chattopadhyaya zu dessen leitenden Mitgliedern. Legationssekretär Otto Günther von Wesendonk vom Auswärtigen Amt half ihnen bei der auf ihre Heimat gerichteten umstürzlerischen Tätigkeit. Des Weiteren erhielt das Komitee Unterstützung und Anleitung durch die Nachrichtenstelle für den Orient.
Chattopadhyaya pflegte Kontakt zu Rudolf Rocker, hatte Willi Münzenberg zum Freund, heiratete die amerikanische Schriftstellerin Agnes Smedley und arbeitete mehrere Jahre ehrenamtlich für die Liga gegen Imperialismus. Dort war er gemeinsam mit Bohumír Šmeral Betreuer der Berliner Liga zur Verteidigung der Negerrasse, mit der er sich aber wegen deren Finanzierung überwarf. 1933 wechselte er als Sprachlehrer nach Leningrad. Er unterrichtete Personen, die im sowjetischen Dienst Spionagearbeit leisten sollten, in den gängigen indischen Dialekten der möglichen Einsatzgebiete. Chattopadhyaya litt selbst zunehmend unter Angst. Er hatte mittlerweile eine deutsche Frau, drei Kinder und war verunsichert durch die Massenverhaftungen der stalinschen Säuberungen, wie er 1937 bei einer Begegnung mit Margarete Buber-Neumann in Moskau offenbarte. Im Sommer 1937 wurde er in Moskau festgenommen; er stand auf einer von Stalin am 31. August 1937 unterschriebenen Todesliste und wurde nach der Verkündung des Todesurteils am 2. September 1937 exekutiert. Als die indische Regierung nach 1947 über sein Ergehen Informationen wollte, erhielt ihre Botschafterin in Moskau nur die Auskunft, „Chatto“ sei an einer Lungenentzündung gestorben.

## Zitat
- Helmuth von Glasenapp berichtet in seinen Lebenserinnerungen von seiner Arbeit bei der "Nachrichtenstelle für den Orient" des Auswärtigen Amts in Berlin um 1914: "Der wohl sympathischste und zuverlässigste von den Indern war Virendranâth Chattopadhyâya. Sein Vater hatte eine hohe Stellung in Haiderabâd (Dekkan) innegehabt, seine Schwester Sarojini Naidu war eine berühmte Dichterin. Er sprach Deutsch, Französisch und Englisch gleicherweise ohne Akzent und hatte in seiner Wesensart etwas ungemein Anziehendes. Was aus ihm nach dem Ersten Weltkrieg geworden ist, ist unbekannt, er soll in Rußland umgekommen sein". - Helmuth von Glasenapp: Meine Lebensreise. Wiesbaden : Brockhaus 1964. S. 76.